# Карагасаны
Карагасаны, Карахасань (рум. Carahasani) — село в Штефан-Водском районе Молдавии. Относится к сёлам, не образующим коммуну.

## География
Село расположено на высоте 127 метров над уровнем моря.

## Население
По данным переписи населения 2004 года, в селе Карахасань проживает 3012 человек (1498 мужчин, 1514 женщины).
Этнический состав села:
| Национальность | Число жителей | Процентный состав |
| -------------- | ------------- | ----------------- |
| молдаване      | 2980          | 98,94             |
| русские        | 13            | 0,43              |
| украинцы       | 11            | 0,37              |
| румыны         | 3             | 0,1               |
| прочие         | 5             | 0,17              |
| Всего          | 3012          | 100 %             |